# Albion College

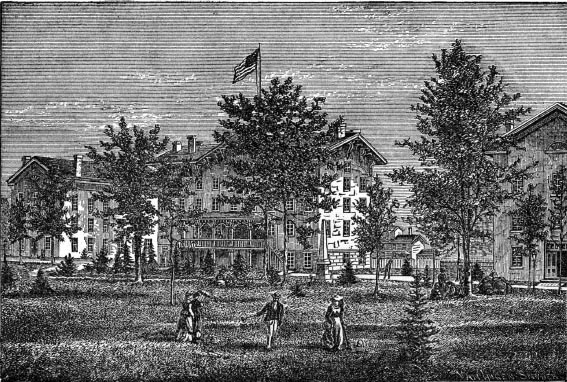
Collège d'Albion au XIX.

L’Albion College (« Collège d'Albion ») est une université privée d'arts libéraux située à Albion dans le Michigan. Elle fut fondée en 1835 et fut la première université privée du Michigan à disposer de la  fraternité Phi Beta Kappa. 
Les équipes sportives de l'université portent le nom de Britons et les couleurs de l'université sont le mauve et le doré. Les équipes évoluent dans la division III de la NCAA ainsi que dans le Michigan Intercollegiate Athletic Association (MIAA). Elle appartient à la Great Lakes Colleges Association. En plus du collège, elle dispose de nombreux instituts spécialisés comme le Fritz Shurmur Education Institute (environnement), le Gerald R. Ford Institute for Public Policy and Service (administration publique), le Carl A. Gerstacker Institute for Professional Management et le Prentiss M. Brown Honors Institute.
Parmi les anciens élèves se trouvent Madelon Stockwell, qui sera la première femme admise à l'université du Michigan en février 1870, l'autrice Ada Iddings Gale, l'informaticien Bob Bemer et l'artiste Michael David.